# Мелвил (полуостров, Канада)
Мелвил (на английски: Melville Peninsula) е най-големият полуостров в северна част на Канада, част от територията Нунавут. Вдава се на около 400 km на север в Северния ледовит океан, ширината му варира от 113 km на север до 217 km на юг, а площта му е 62 564 km². На запад полуостров Мелвил се мие от водите на залива Комити, на изток – от водите на басейна Фокс, а на север протокът Фюри енд Хекла го отделя от остров Бафинова земя. На югозапад широкият 60 km провлак Рей (между заливите Комити и Репалс) го свързва с континента. Бреговете му са предимно ниски, плоски и силно разчленени от малки заливи – Хари (на западния бряг), Пари (на източния), Лайон и Репалс (на южния) и крайбрежни острови – Уелс (1137 km²), Ванситарт (997 km²), Уинтър, Иглулик и др. Западната част на полуострова е заета от ниските хълмове Принц Албърт, изградени от кристалинни скали с височина до 558 m, а източната – от крайбрежна низина, покрита с мъхово-лишейна тундра, в която са пръснати множество малки езера (най-голямо е езерото Хол, 491 km²). На полуостров Мелвил са разположени две постоянни инуитски селища: Репалс Бей (на южния бряг) и Хол Бийч (на източния бряг).
Южните, източните и северните брегове на полуостров Мелвил са открити и първично изследвани и картирани през 1821 – 1822 г. от експедицията, възглавявана от видния английския полярен изследовател Уилям Едуард Пари, а западният бряг – през 1846 – 1847 г. от шотландския полярен изследовател Джон Рей.